# 莫洛奇基 (丘德尼夫區)
49°51′13″N 27°58′45″E / 49.85361°N 27.97917°E
莫洛奇基（烏克蘭語：Молочки），是烏克蘭北部的村莊，隸屬日托米爾州的別爾季切夫區。該村面積3.06平方公里，海拔高度265米，2001年人口642，人口密度每平方公里209.8人。